# イヴ・サンローラン (2010年の映画)
『イヴ・サンローラン』（ 仏： L'Amour fou もしくは Yves Saint Laurent - Pierre Bergé, l'amour fou ）は、2010年のフランスのドキュメンタリー映画。

## ストーリー
世界的ファッションデザイナー、イヴ・サン＝ローランは2002年に引退、2008年に亡くなる。半世紀もの長きにわたって公私ともに彼を支えてきたパートナーであるピエール・ベルジェは、2人で集めてきた絵画や彫刻などの高価な美術品の数々を競売にかけることにする。それは2人の思い出の品々の行方を自分が死ぬ前に把握しておきたかったからである。その作業のかたわら、ピエールはイヴと過ごした日々を語る。

## キャスト
- イヴ・サン＝ローラン
- ピエール・ベルジェ
- ルル・ド・ラ・ファレーズ（フランス語版）
- ベティ・カトルー（フランス語版）